# Medio diferencial
Un medio diferencial consiste en un medio de cultivo que es capaz de distinguir dos microorganismos por su crecimiento diferencial en el mismo, usando las propiedades metabólicas de ambos en presencia de un determinado nutriente y de un indicador que evidencia por ejemplo, un pH ácido en su entorno.
Existen muchos medios diferenciales, en la práctica rutinaria se usan los siguientes:
- Agar TSI: Triple sugar iron (hierro tres azúcares)
- Agar citrato
- Agar urea
- Caldo peptonado: para prueba de indol
- Caldo MR-VP: para prueba rojo metilo y Voges Proskauer
- LIA: Lisine iron agar (lisina hierro)
- SLU: Sacarosa, lactosa y urea. Visualizaciòn de movimiento
- OF: Oxidación-fermentación. Para diferenciar metabolismo aerobio y anaerobio.